# Paul Porges

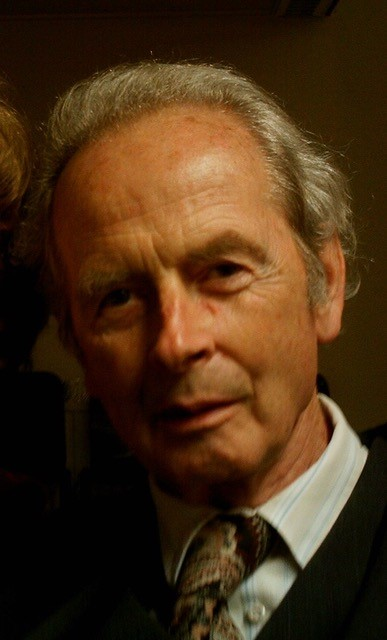
Paul Porges (2005)

Paul Porges (14. Mai 1932 in Spittal an der Drau – 21. Juni 2013 in Wien) war österreichischer Mediziner und ist heute Ehrenmitglied in der Österreichischen Schmerzgesellschaft.

## Leben
Porges stammte aus einer Arztfamilie, bereits sein Vater und sein Großvater waren Ärzte. Paul Porges wurde als Sohn von Erna (geb. Mehlhausen) und Walter Porges in Spittal geboren. Der Vater war Jude und durfte nach der Machtergreifung der Nationalsozialisten in Österreich keine „Arier“ mehr behandeln. Er starb Ende 1944 oder Anfang 1945 im Konzentrationslager Auschwitz.
Paul Porges galt nach den Rassegesetzen der Nationalsozialisten als „Halbjude“ und man verweigerte ihm deshalb während des Zweiten Weltkriegs jede höhere Schulbildung. So besuchte er sieben Jahre lang die Volksschule. Heimlich wurde er von Lehrern in Englisch und Mathematik und vom Spittaler Pfarrer in Latein unterrichtet. Mitschüler brachten ihm ihre Hefte nach Hause. Erst mit Kriegsende konnte er in die vierte Klasse Gymnasium einsteigen. Seine Matura-Arbeit in Deutsch, in der er über die Bewässerung der Sahara geschrieben hatte, wurde später in den Grundstein des Gymnasiums in Spittal eingemauert.
Paul Porges heiratete 1964 die Diplomkrankenschwester Elisabeth Lettmaier. Das Ehepaar hat sechs Kinder.

## Ausbildung und Werdegang
Paul Porges besuchte von 1938 bis 1945 die Volksschule und anschließend von 1945 bis 1950 das Bundesrealgymnasium in Spittal/Drau. Nach der Matura studierte er an der Universität Wien Medizin und promovierte am 13. April 1957. Nach seinem Praktikum in Klagenfurt als Internist und Chirurg sammelte er ab 1958 weitere Berufserfahrungen in England und Nigeria. 1960 kehrte er schließlich nach Österreich zurück und befasste sich mit den verschiedensten Fachrichtungen, um schließlich 1962  seine Ausbildung als Facharzt für Anästhesie abzuschließen. Im Juni 1977 erlangte er die Lehrberechtigung für dieses Fachgebiet.
Während verschiedener Besuche in Amsterdam vertiefte Porges sein Wissen über die Schmerztherapie. Schließlich eröffnete er 1973 am Wiener AKH, anfangs nur in einem kleinen Raum als „Ein-Mann-Betrieb“, die erste Schmerzambulanz Österreichs. Heute zählt die Schmerzambulanz im Wiener Universitätsklinikum zu einer der größten der deutschsprachigen Welt. Porges war 1991 Mitbegründer der Österreichischen Schmerzgesellschaft, deren Ehrenmitglied er auch war.